# Erftstadt
Erftstadt est une ville de Rhénanie-du-Nord-Westphalie (Allemagne), située dans l'arrondissement de Rhin-Erft et le district de Cologne. Elle doit son nom à la rivière d’Erft.
Le château de Gymnich est situé à Erftstadt.

## Histoire
| Appartenances historiques Électorat de Cologne 953-1797 République cisrhénane (Roer) 1797-1802 République française (Roer) 1802-1804 Empire français (Roer) 1804-1815 Royaume de Prusse (Province de Juliers-Clèves-Berg) 1815-1822 Royaume de Prusse (Province de Rhénanie) 1822-1918 République de Weimar 1918-1933 Reich allemand 1933-1945 Allemagne occupée 1945-1949 Allemagne 1949-présent |

Le 16 juillet 2021, en raison de précipitations exceptionnelles, la ville est touchée par un glissement de terrain lorsqu'une des parois d'une gravière située en aval du quartier de Blessem cède et capte les eaux de l'Erft, la rivière passant juste à côté, entraînant alors une importante érosion régressive qui détruit maisons, chaussée, canalisations, etc et faisant plusieurs dizaines de morts et de disparus,,,.

### Aperçu historique
Erftstadt n'existe que depuis 1969. L'analyse suivante se concentre sur l'histoire des différents quartiers et de leurs histoires.
Des vestiges de l'époque romaine ont été découverts à Erftstadt. Au cours des études de terrain et des travaux de génie civil, des artefacts ont été découverts qui indiquent une implantation dense, notamment aux IIe et IIIe siècles. Environ 60 villae rusticae ont été identifiées, qui apparaissent aujourd'hui sur les champs comme des ruines avec des restes de tuiles rougeâtres. Dans la plupart des villages actuels ou à proximité immédiate, il y avait 3 à 4 villae rusticae à des intervalles de 1 à 2 km. Ces domaines avec bâtiments et terrains variaient en taille et en installations. Il s'agissait pour la plupart de simples fermes, mais il y avait aussi des domaines plus grands. Certaines, comme la villa rustica au nord du château de Blessem, ont été découvertes et examinées lors de travaux de génie civil. L'un des grands domaines semble avoir été une villa rustica à Lechenich sur le Kölner Ring, enregistrée dans les registres locaux sous Blessemer Lichweg. La zone des maisons et des bâtiments agricoles s'étendait jusqu'à la Kilianstraße, comme on pouvait le déduire du tracé de la couche d'incendie sur le site de fouilles. Une villa située dans l'ancien cimetière de Lechenich, déjà étudiée au XIXe siècle, était équipée d'une conduite d'eau et d'un système de chauffage par hypocauste. La maison de campagne de Frauenthal (une maison à portique) était probablement tout aussi confortable ; ses contours ont été reconnus sur le terrain lors de photographies aériennes. Les tombes à crémation, les inhumations simples, les sarcophages et les objets funéraires tels que les céramiques, les verres et les pièces de monnaie, ainsi que d'autres trouvailles en céramique et objets de culte trouvés à proximité des villae rusticae, témoignent de la colonisation.
Plusieurs routes intercommunales traversaient le territoire actuel de la ville. La plus importante était la route Agrippa Cologne–Trèves ; il y avait une mansio au carrefour de l'Erft. Une autre route, qui menait du fort de Bonn au fort de Neuss en passant par le Swister Berg, traversait la voie romaine Cologne-Trèves à Liblar. Sur la route d'Aix-la-Chapelle qui bifurque de la route Bonn-Neuss près de Haus Buschfeld, au nord-ouest du centre-ville actuel de Lechenich, dans la région d'Am Böttgen, se trouvait un petit village (vicus) avec un sanctuaire maternel. Le nom Lechenich est dérivé d'une pierre matrone des Matronae Lanehiae, qui était utilisée comme couverture de tombe.
Les liaisons routières construites à l'époque romaine sont encore utilisées aujourd'hui sur de longues distances.
Des entreprises commerciales y étaient également implantées. A Erp, des vestiges d'une forge à clous, des scories de fer et des clous ont été retrouvés. Dans la vallée du Rotbach, entre Friesheim et Niederberg, se trouvait un vaste district de poterie romaine avec au moins sept fours à poterie. Entre Lechenich et Ahrem, à environ 700 mètres de la voie romaine Cologne – Trèves, se trouvait une grande boulangerie avec quatre fours.
Les villes actuelles d'Erftstadt ont été fondées au Ve et VIe siècles à l'époque franque ; elles sont plus anciennes que les premières références écrites, qui commencent vers le milieu du VIIe siècle.
Lechenich est mentionné pour la première fois vers 650, lorsque l'évêque de Cologne, Cunibert de Cologne, attribue les revenus de sa ferme de Lechenich aux frères aumôniers de l'hôpital Saint-Loup de Cologne. Vers 830, le comte Emundus, comte du district de Cologne, lègue la ville de Friesheim (Frisheim) et le village de Friesheim à saint Pierre, patron de la cathédrale de Cologne. Bliesheim est mentionné pour la première fois en 1059 dans un document papal dans lequel le monastère de Cologne de St. Mariengraden reçoit, entre autres, ses biens. à Bliesheim (Blisna) a été confirmé. En 1108, le comte Adalbert de Saffenberg et son fils Adolphe Ier de Saffenberg firent don de biens à Borr à l'abbaye de Klosterrath. En 1113, l'abbesse du monastère de Dietkirchen à Bonn confirma aux habitants de Roggendorf (Ruochesdorp), aujourd'hui Kierdorf, le droit de recevoir des intérêts de cire, comme ses parents l'avaient possédé. En 1121, l'archevêque de Cologne, Frédéric Ier, confirma la propriété de l'abbaye Saint-Michel à Gymnich (Gimnich).
Erp est mentionné en 1140 sous le nom d' Erlipen dans un document concernant la propriété de la prévôté de Zülpich. Vers 1155, Liblar, qui était déjà une paroisse à l'époque, est mentionnée avec Blessem, Dirmerzheim Herrig, Mellerhöfe ou Meller (Milre), Heddinghoven, Konradsheim, les paroisses de Bliesheim, Lechenich et Roggendorf (Kierdorf) dans un acte de l'abbaye de Deutz concernant les collectes livrées. En 1166, l'abbesse du monastère de Dietkirchen à Bonn avait repris la dîme à Köttingen (Cotingen). En 1193, les revenus de l'hôpital de la chapelle Marguerite de Cologne provenant de Niederberg (Berge) ont été enregistrés. Vers 1220, le monastère de Frauenthal s'appelait Marienthal (In valle beatae Marie), et en 1276, il s'appelait Vrouwendale. En 1233, Kierdorf (Kirdorp) tomba aux mains du prévôt lors du partage des biens du monastère de Cologne de Saint-Séverin. En 1246, le monastère de Bürvenich acquiert une ferme à Scheuren (Scuren). En 1256, le monastère de Cologne de St. Aposteln reçut la cour archiépiscopale d'Ahren (Airnhem) dans le cadre d'un échange de biens avec l'archevêque Konrad von Hochstaden. En 1276, Wenemar von Gymnich laissa Buschfeld (busvelt) et d'autres biens à sa sœur Beatrix von Gymnich et à ses enfants et reçut en retour le château de Kerpen.
En 1279, l'archevêque de Cologne, Siegfried von Westerburg, accorda à Lechenich le droit de cité.
Toutes les villes d'Erftstadt, y compris les sous-seigneuries de Bliesheim (depuis 1328), Friesheim (depuis 1363), Erp (depuis 1592), Liblar (1633) et le village inférieur de Gymnich (depuis 1628), à l'exception de Niederberg, appartenaient à l'électorat de l'Amt de Lechenich de Cologne jusqu'à l'invasion des troupes révolutionnaires françaises en 1794.
À l'époque napoléonienne, en 1800, les villes d'Erp, Friesheim, Gymnich, Lechenich et Liblar devinrent les chefs-lieux d'une Mairie du canton de Lechenich, créée en 1798 et qui exista jusqu'en 1814. Après le retrait des Français, la région fut initialement administrée par les puissances alliées en tant que gouvernement général sous le gouverneur général Johann August Sack. Avec la dissolution du Gouvernement général le 22 avril 1816, les nouvelles administrations de district commencèrent leurs activités le 10 mai 1816. De 1816 à 1827, les anciens cantons de Lechenich et de Zülpich formèrent le district de Lechenich. En 1827, l'administrateur du district Bilefeldt a fait en sorte que le bureau de l'administration du district soit transféré de Lechenich à Euskirchen.
Dès les années 1930, des discussions ont eu lieu sur la fusion de différentes unités administratives dans la zone de l'actuelle Erftstadt afin de simplifier l'administration. Le maire Paul Geile a d'abord proposé de fusionner Lechenich avec les districts d'Erp, Friesheim et Gymnich, puis d'intégrer le district de Liblar aux communes de Bliesheim et Kierdorf. Par la suite, les communes restantes devaient être reliées à Lechenich. En 1932, une autre proposition fut faite de fusionner les bureaux de Liblar et de Weilerswist. Liblar a ensuite élaboré un contre-plan pour une grande commune de Liblar composée de Liblar, Bliesheim, Kierdorf, Blessem et Frauenthal. Les demandes de telles fusions ont été rejetées par l'Oberpräsident de la province du Rhin.
Kierdorf, Köttingen, Liblar et Bliesheim ont été façonnés dans la seconde moitié du XIXe siècle et la première moitié du XXe siècle par l'exploitation du lignite dans la région minière du sud du Rhin. Le 1er juillet 1958, l'usine de briquettes Concordia a été fermée et le 1er juillet 1959, la mine Donatus a été fermée. 
En 1977, la RAF a retenu leur otage, Hanns-Martin Schleyer, dans un appartement de Liblar pendant environ un mois.

## Jumelages
La ville d'Erfstadt est jumelée avec :
- Wokingham (Grande-Bretagne) depuis 1978 ;
- Viry-Châtillon (France) depuis 1980 ;
- Jelenia Góra (Pologne) depuis 1995 ;
- Panketal (Allemagne) depuis 1990 ;
- Ottobrunn (Allemagne) ;
- Balingen (Allemagne) ;
- Nauplie (Grèce).